# Strawberry Arena
De Strawberry Arena, voorheen de Friends Arena, is een multifunctioneel sportstadion, gelegen in Solna, Zweden. Met 54.329 zitplaatsen is het het grootste stadion in Zweden.

## Geschiedenis
Het stadion is de thuisbasis van het Zweedse voetbalelftal en van AIK Fotboll, een topclub uit de Allsvenskan. Het stadion verving het Råsundastadion, dat geopend werd in 1937. Het stadion werd officieel geopend op 27 oktober 2012. De eerste interland ooit was deze tussen Zweden en Engeland, op 14 november 2012. Zweden won deze wedstrijd met 4-2. Op 17 juli 2013 vond er de finale van het EK voetbal voor vrouwen plaats tussen Duitsland en Noorwegen. Duitsland won de titelstrijd met 1-0.

## Belangrijke evenementen
- Finale Melodifestivalen 2013-2020 en 2022-heden
- Finale Europees kampioenschap voetbal vrouwen 2013
- Finale Svenska Cupen 2013 en 2014
- Finale UEFA Europa League 2017
- Taylor Swift | The Eras Tour 2024